# Power Up (album AC/DC)
Power Up (pisane również PWR/UP, zapis stylizowany na PWRϟUP) – siedemnasty album studyjny australijskiego zespołu AC/DC wydany w Australii i szesnasty wydany na całym świecie. Ukazał się 13 listopada 2020 roku nakładem wytwórni Columbia Records oraz Sony Music Australia.
Do nagrania płyty do zespołu wrócili wokalista Brian Johnson, perkusista Phil Rudd oraz basista Cliff Williams, którzy opuścili AC/DC wcześniej podczas, lub po trasie koncertowej Rock or Bust World Tour promującej poprzednią płytę grupy Rock or Bust. Jest to również pierwszy studyjny album zespołu od czasu śmierci jego współzałożyciela i gitarzysty Malcolma Younga, a według brata Malcolma Angusa, płyta jest hołdem dla zmarłego członka zespołu.
Nagrania w Polsce uzyskały certyfikat platynowej płyty.

## Lista utworów
Wszystkie utwory napisane przez Angusa Younga i Malcolma Younga.
| Nr  | Tytuł utworu                | Długość |
| --- | --------------------------- | ------- |
| 1.  | „Realize”                   | 3:37    |
| 2.  | „Rejection”                 | 4:06    |
| 3.  | „Shot in the Dark”          | 3:06    |
| 4.  | „Through the Mists of Time” | 3:32    |
| 5.  | „Kick You When You’re Down” | 3:10    |
| 6.  | „Witch’s Spell”             | 3:42    |
| 7.  | „Demon Fire”                | 3:30    |
| 8.  | „Wild Reputation”           | 2:54    |
| 9.  | „No Man’s Land”             | 3:39    |
| 10. | „Systems Down”              | 3:12    |
| 11. | „Money Shot”                | 3:05    |
| 12. | „Code Red”                  | 3:31    |
|     |                             | 41:04   |